# Riccardo Pasqualetto
Riccardo Pasqualetto (Venezia, 6 maggio 1970) è un ex calciatore italiano, di ruolo difensore.

## Carriera
In carriera ha totalizzato 64 presenze in Serie B tutte con la maglia del Padova.

## Palmarès

### Club

#### Competizioni nazionali
- Coppa Italia Serie C: 1

Triestina: 1993-1994